# Kaziranga Nemzeti Park
A Kaziranga Nemzeti Park egy nemzeti park az indiai Asszám államban, körülbelül 430 km²-es területen.

## Élővilága
A park jellegzetes növényzetének alkotóeleme az elefántfű. Mocsarak és örökzöld erdők adnak élőhelyet különböző fajoknak, a Brahmaputra a legjelentősebb folyója.

### Állatvilága
A Kaziranga Nemzeti Park 35 emlősfaj otthona, ebből 15 fenyegetett az IUCN listáján. A park ad otthont az indiai orrszarvú populáció kétharmadának, emellett jelentős még a vad vízibivaly, az indiai elefánt és a bengáli tigris állománya is.
A madárvilága is jelentős. Többek között az indiai marabu, az ázsiai tátogatógólya, a borzas gödény, három keselyűfaj és a nagy szarvascsőrűmadár található meg a parkban.

## Galéria

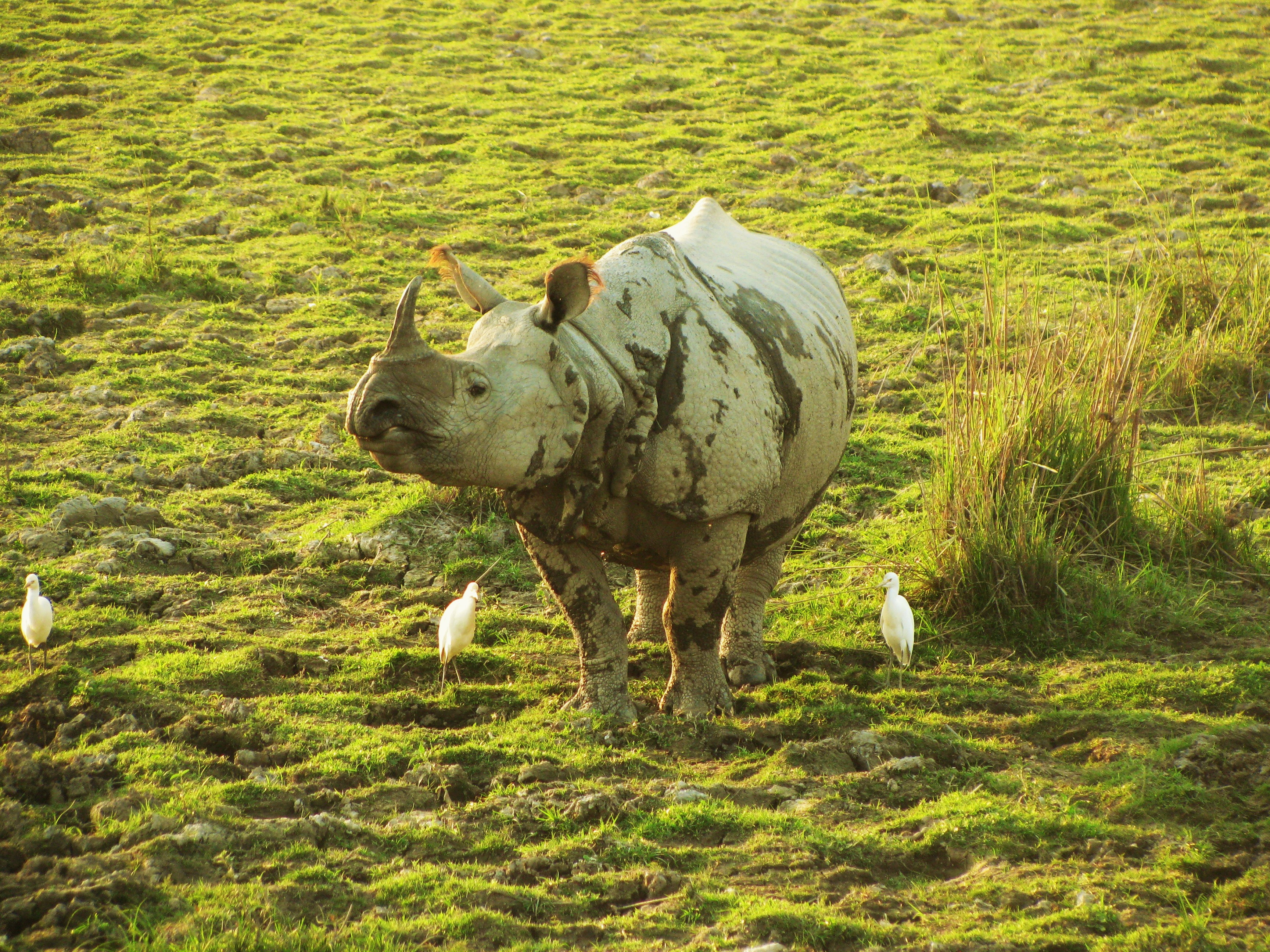
Indiai orrszarvú.
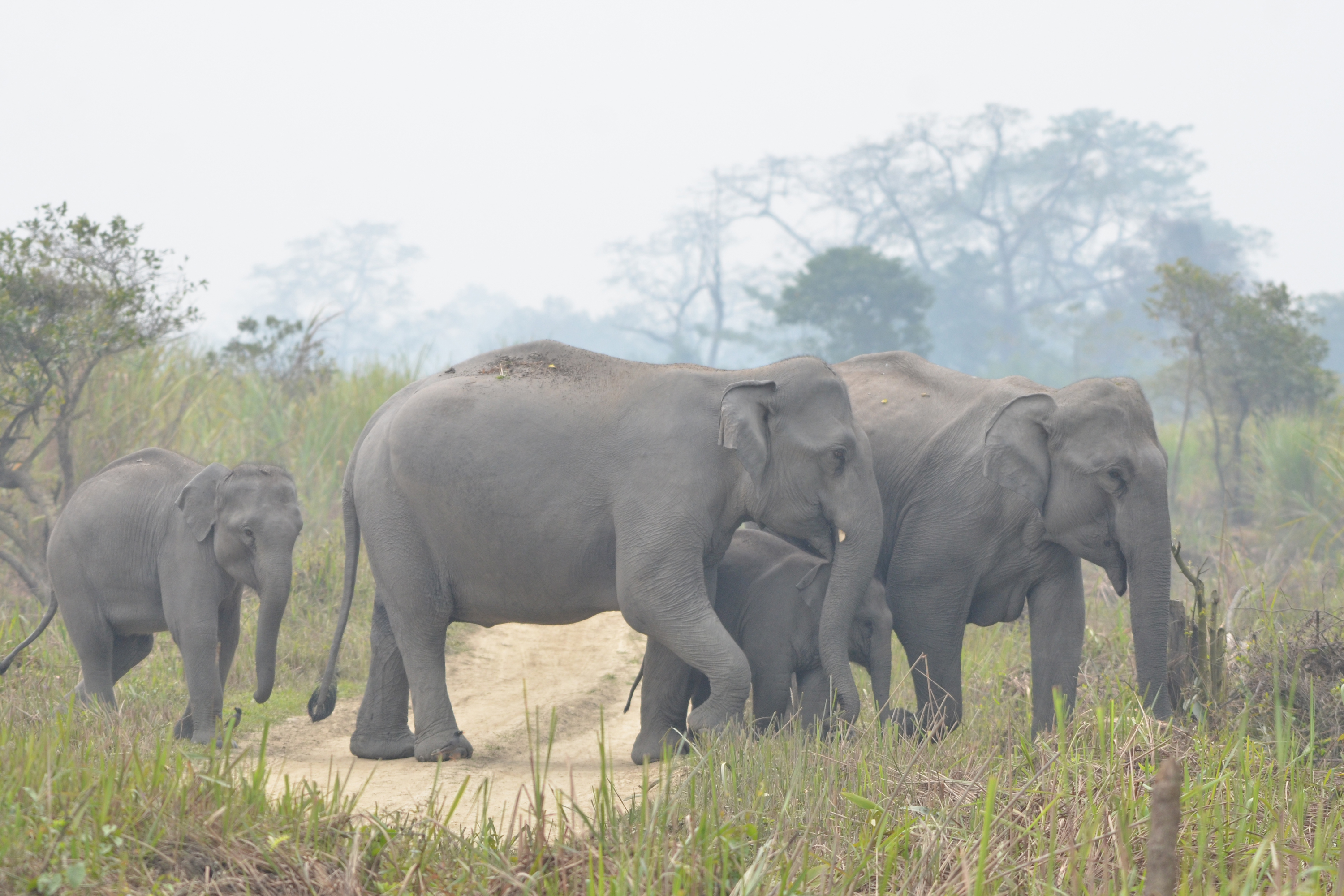
Indiai elefántok.
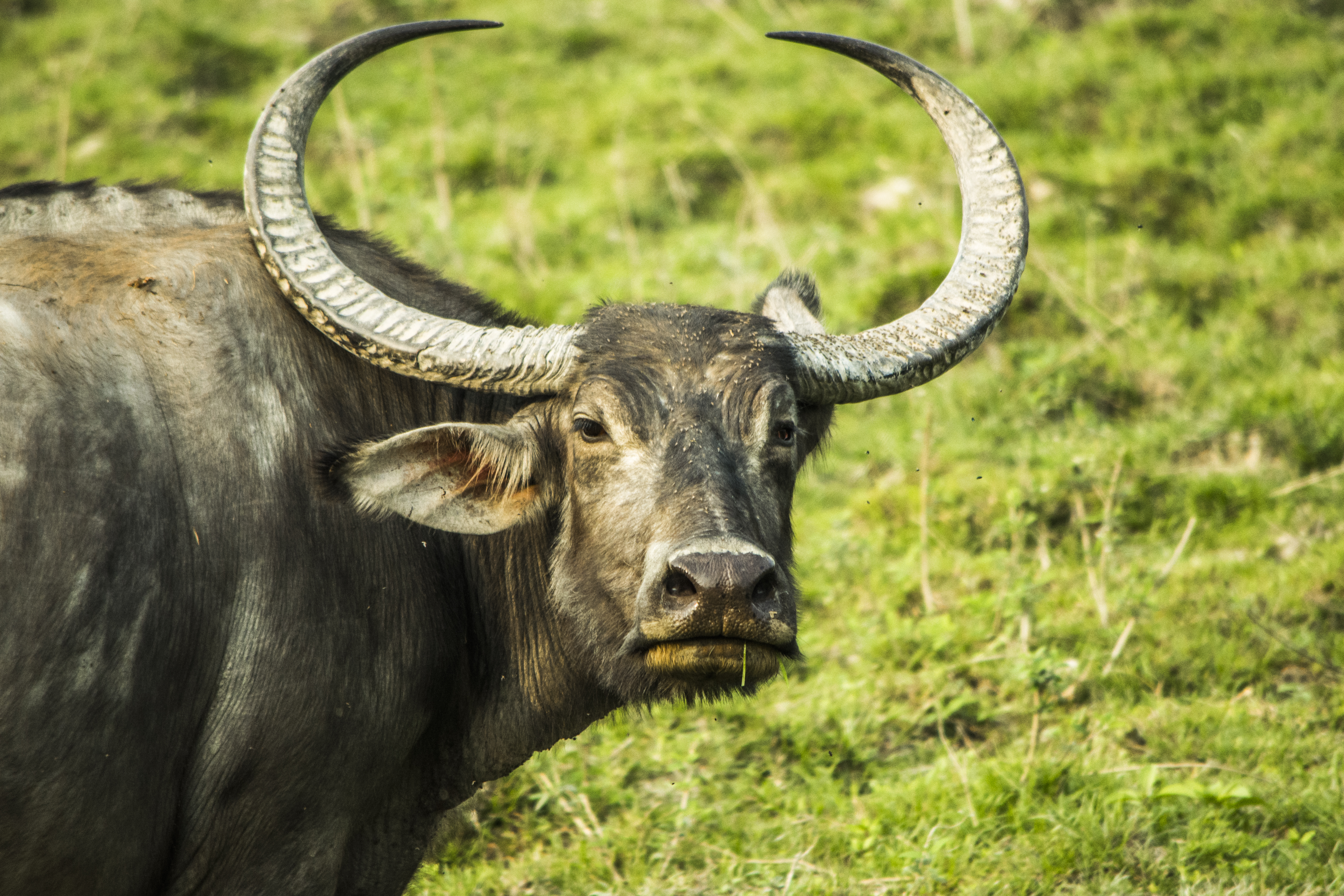
Vad vízibivaly.
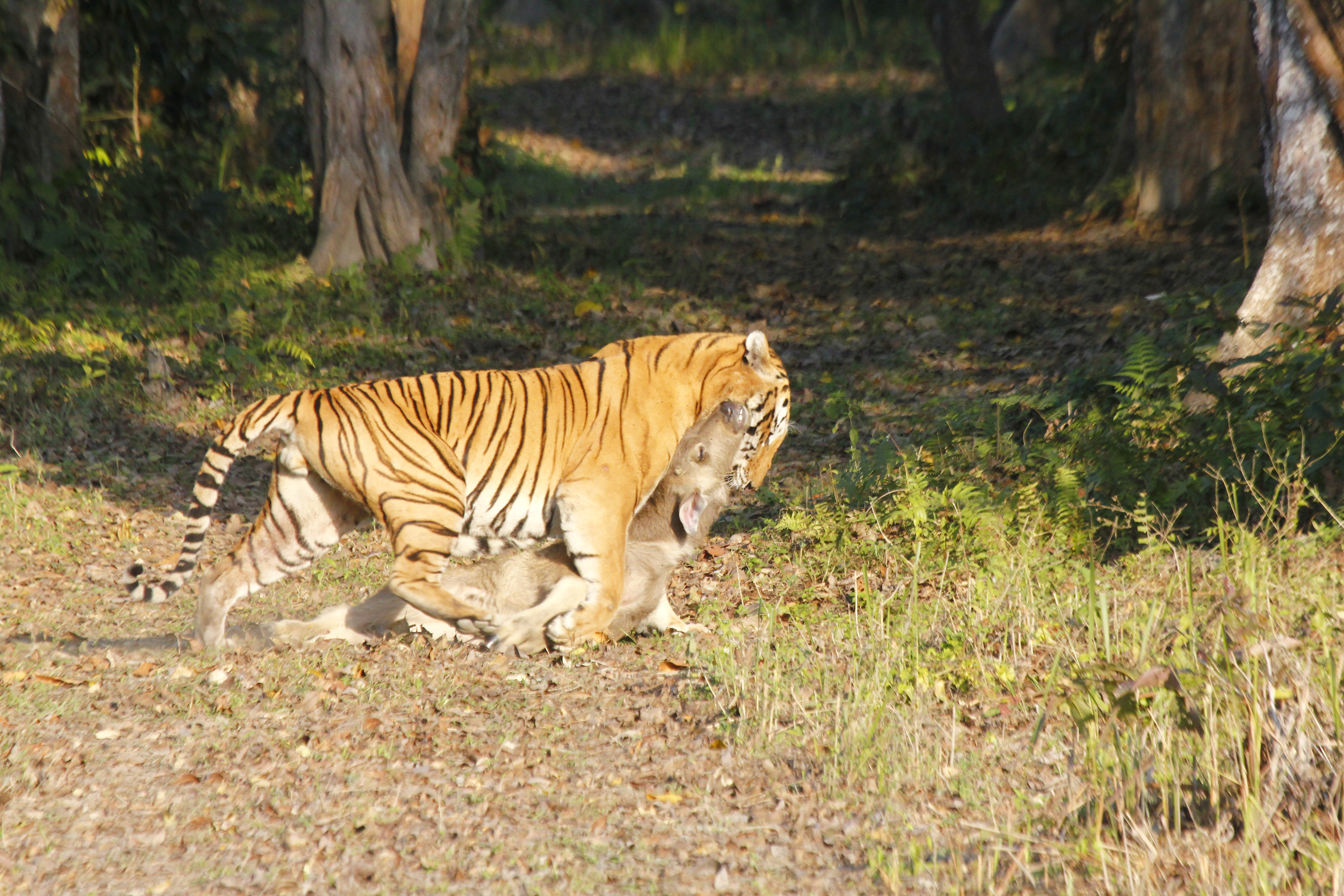
Bengáli tigris elejtett egy szarvast.
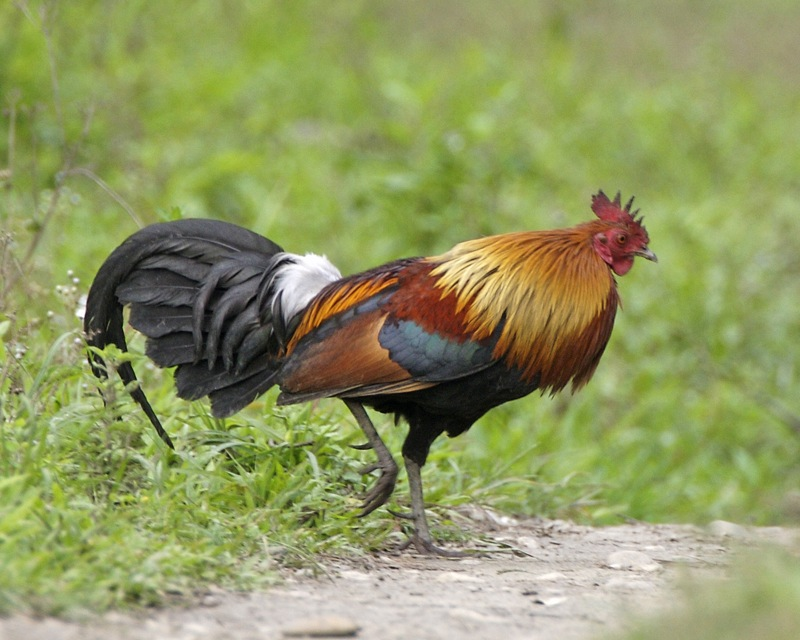
Bankivatyúk kakasa.
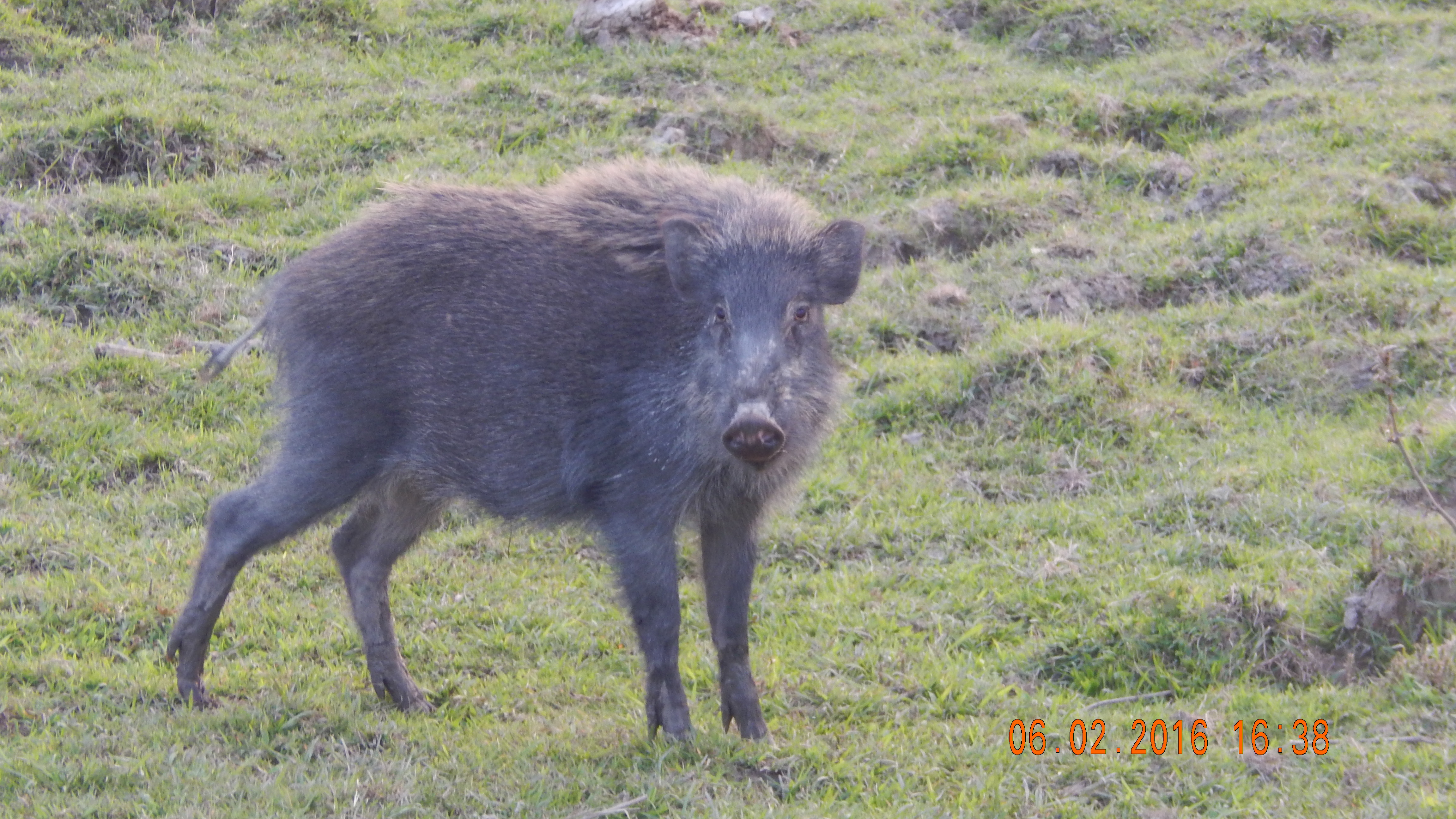
Vaddisznó.

## Fordítás
- Ez a szócikk részben vagy egészben  a   Kaziranga National Park című angol Wikipédia-szócikk fordításán alapul.  Az eredeti cikk szerkesztőit annak laptörténete sorolja fel. Ez a jelzés csupán a megfogalmazás eredetét és a szerzői jogokat jelzi, nem szolgál a cikkben szereplő információk forrásmegjelöléseként.